# Serra de Monchique
A Serra de Monchique é uma montanha do oeste do Algarve, cujo ponto mais elevado – a Fóia, com 902 m de altitude – é o mais alto do Algarve e um dos pontos mais proeminentes de Portugal (739 m), com 172,69 km de isolamento topográfico.
Devido ao facto de estar próxima do mar possui um clima subtropical húmido, com precipitações médias anuais entres os 1000 e os 2000 mm, que associadas a temperaturas amenas permite a existência de uma vegetação rica e variada, onde se inclui o carvalho-de-Monchique e a adelfeira, bem como espécies raras no sul, tais como o castanheiro, o carvalho-cerquinho ou o carvalho-roble.

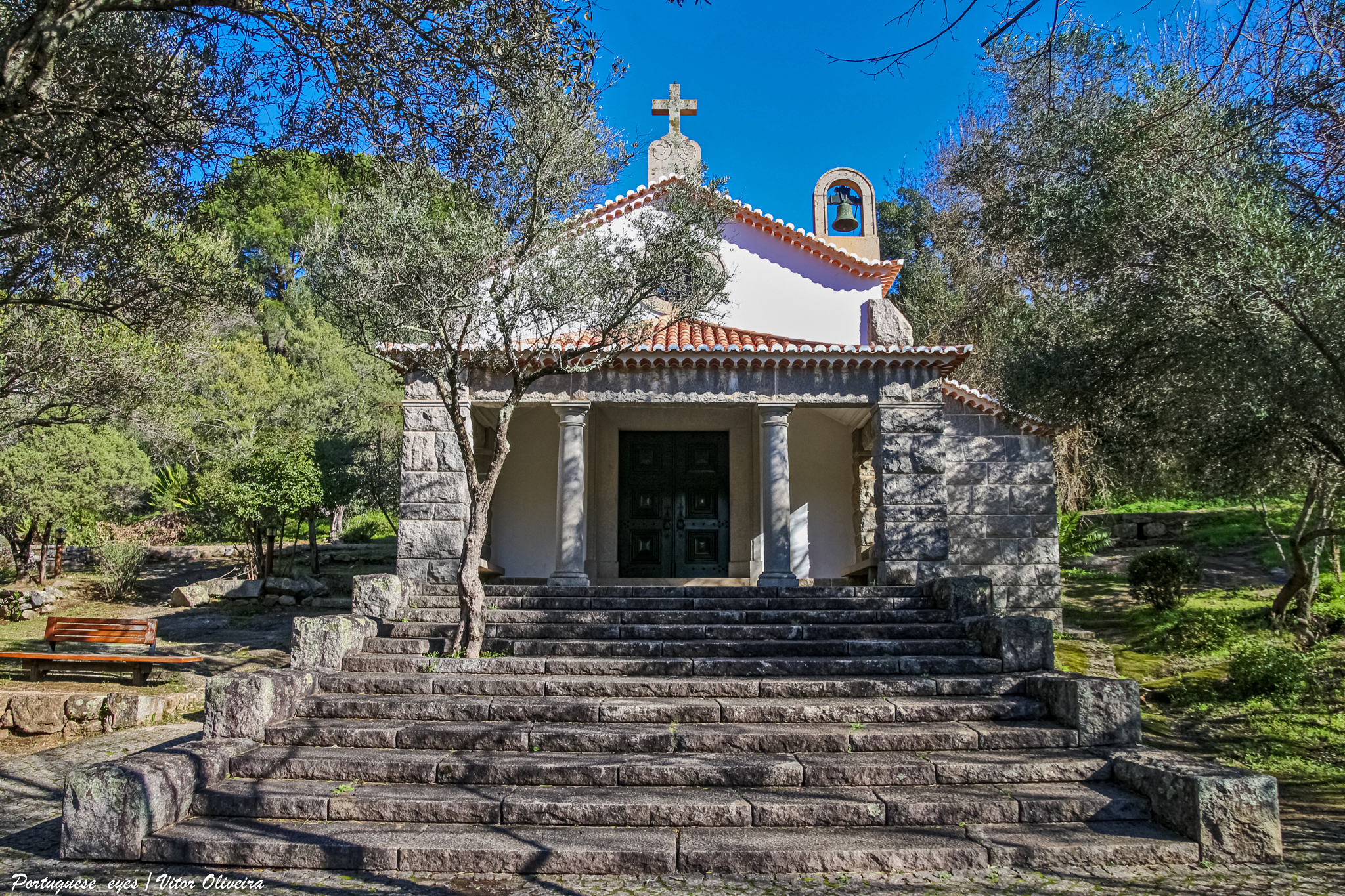
A Capela das Caldas de Monchique situada na serra

Nesta serra existe um importante complexo termal, Caldas de Monchique, rodeado por um parque de vegetação onde existe a maior magnólia da Europa. É ainda de salientar a fertilidade dos seus solos, devido não só à humidade, mas também ao facto da sua rocha, a foíte, ser de origem magmática.
Vários ribeiros e ribeiras têm origem na Serra de Monchique, entre as quais a Ribeira de Seixe, a Ribeira de Aljezur (ou da Cerca), a Ribeira de Odiáxere, a Ribeira de Monchique e a Ribeira de Boina.
Incêndios

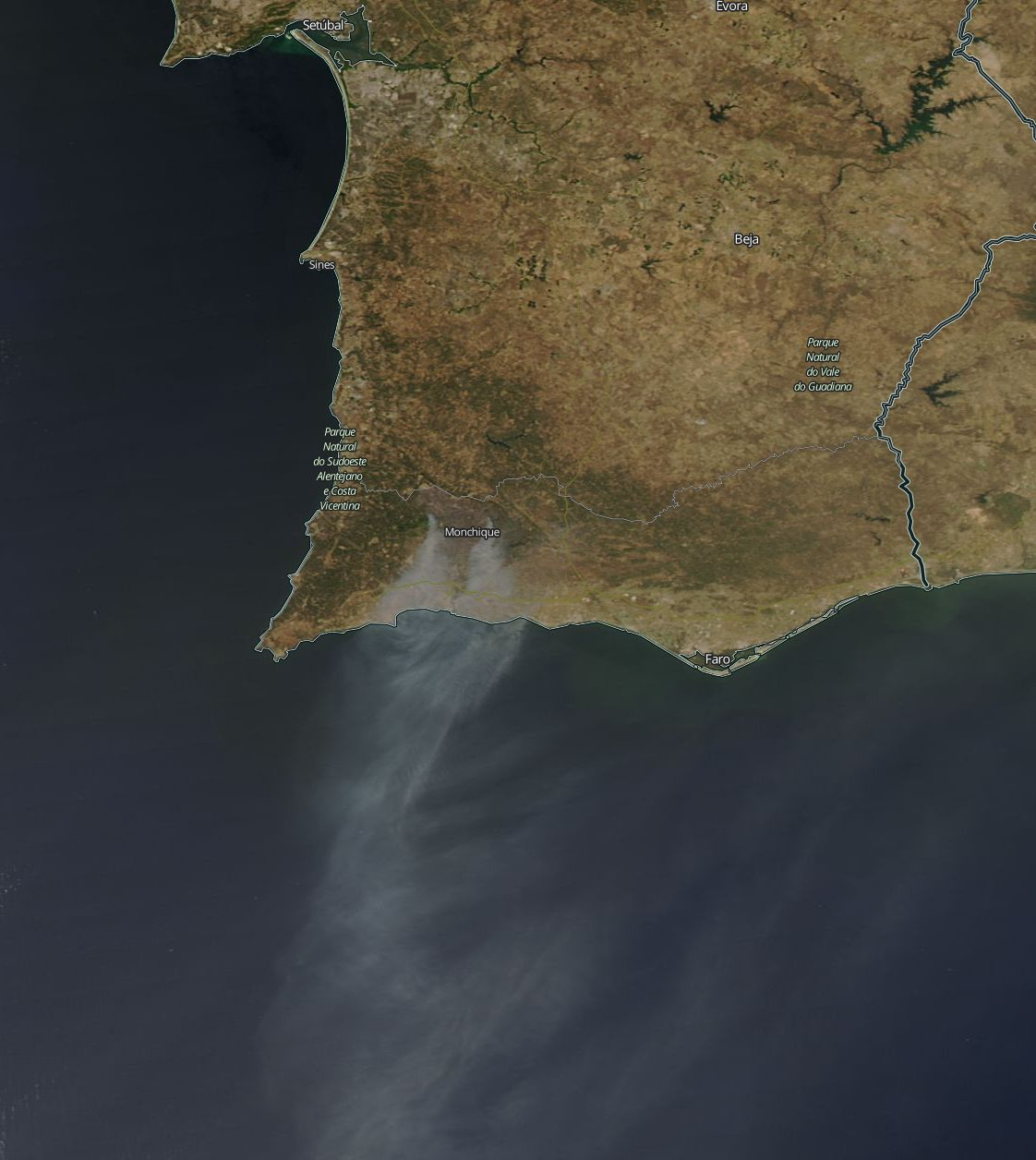
Incêndio de 2018

O incêndio de Monchique de 2018 foi um incêndio florestal ocorrido na serra de Monchique, O incêndio resultou em 41 feridos e consumiu uma área florestal de 26.885 hectares dos concelhos de Silves, Odemira, Portimão e Monchique, bem como 62 casas de primeira habitação, 49 de segunda habitação.
Entre as causas apontadas pelos especialistas para a dimensão e incontrolabilidade do incêndio estão o excesso e descontrolo da plantação de eucaliptos, o número insuficiente de faixas de descontinuidade, a temperatura extrema e as dificuldades de acesso. Mais de 72% da serra de Monchique é ocupada por eucalipto. Os especialistas são unânimes em criticar a falta de ordenamento do território que tem permitido a expansão descontrolada de eucaliptais, que rapidamente dominam a paisagem. O eucalipto projeta partículas incandescentes capazes de provocar novos focos de incêndio a vários quilómetros de distância, provocando novos focos de incêndio que dispersam os meios de combate e diminuem a sua eficácia.
O incêndio de 2018 foi precedido por vários incêndios de grande dimensão que ocorreram na mesma região em anos anteriores. Em 2003 ocorreram dois grandes incêndios que queimaram 90% do território de Monchique e 41 000 hectares de floresta. O primeiro esteve ativo entre os dias 8 e 18 de agosto e o segundo entre 11 e 19 de setembro, tendo-se propagado para os concelhos de Portimão, Aljezur e Lagos.

## Galeria de imagens

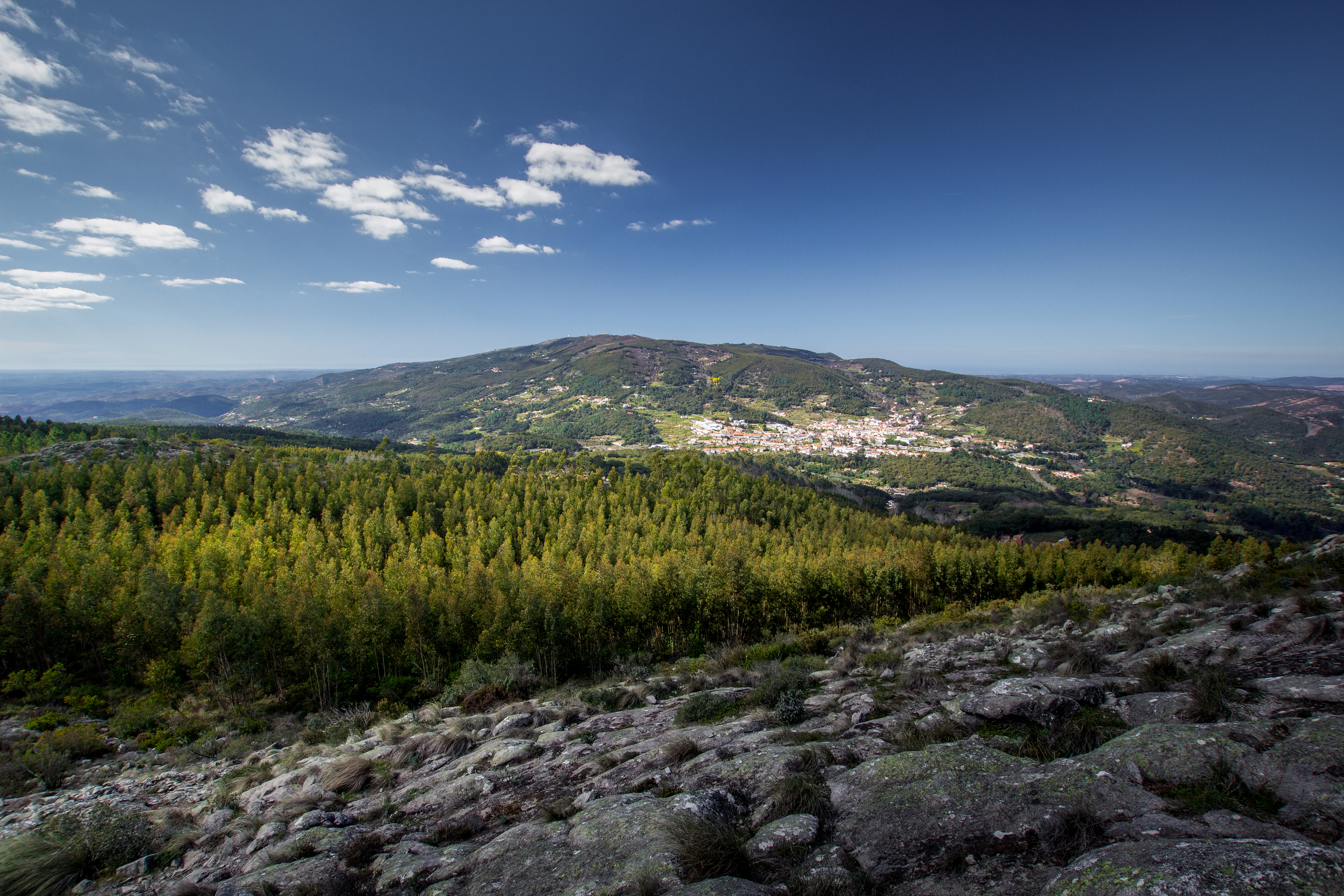
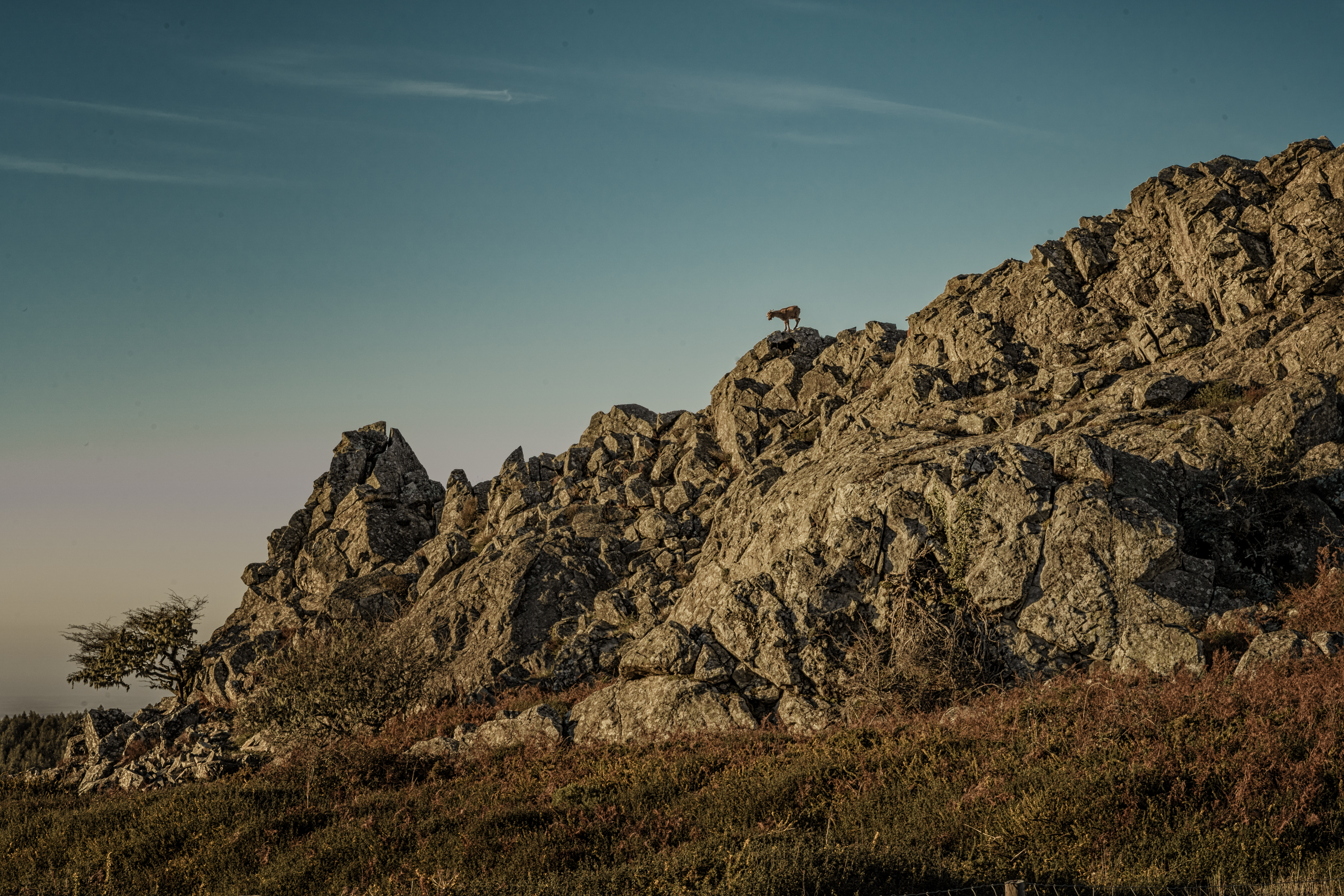
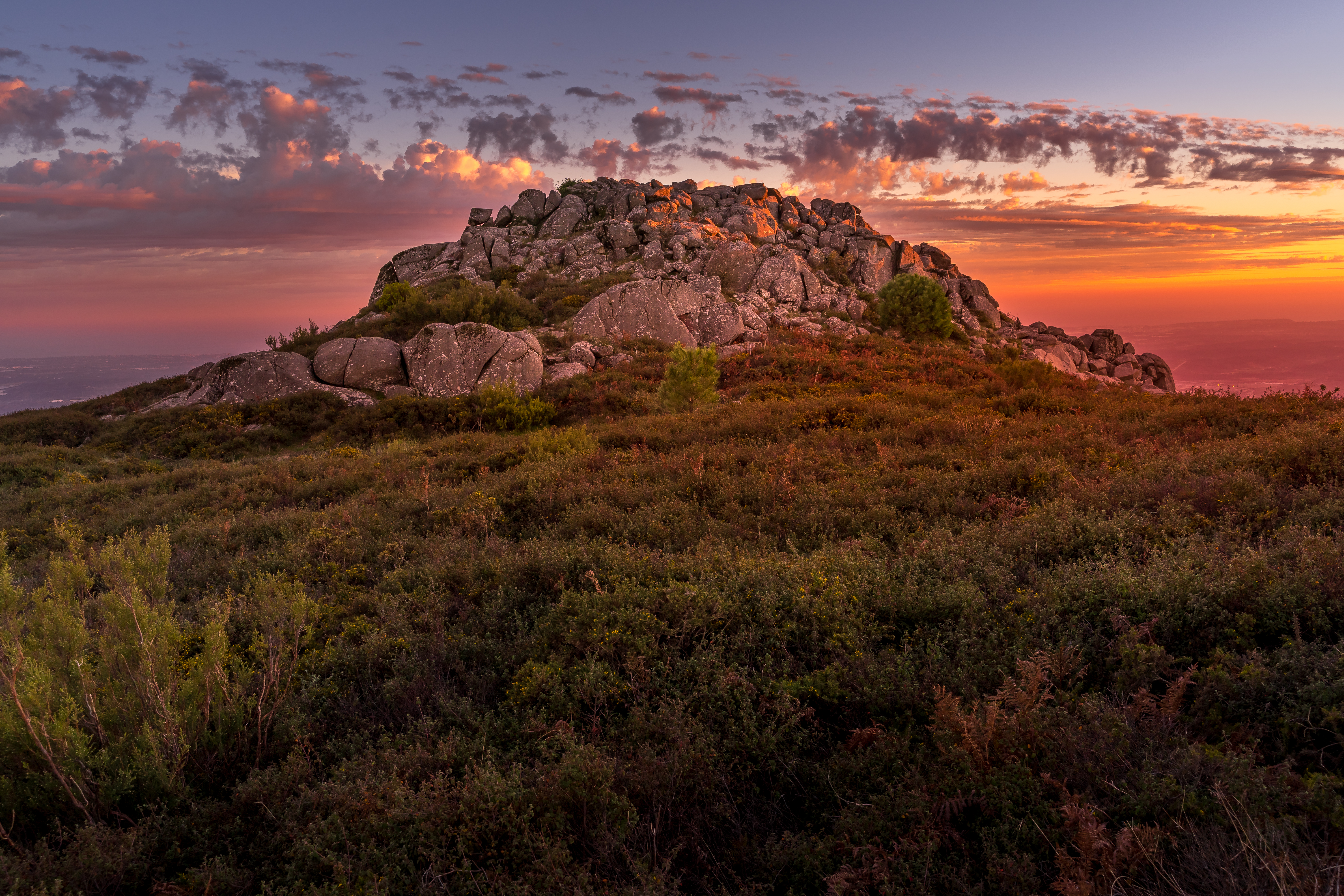
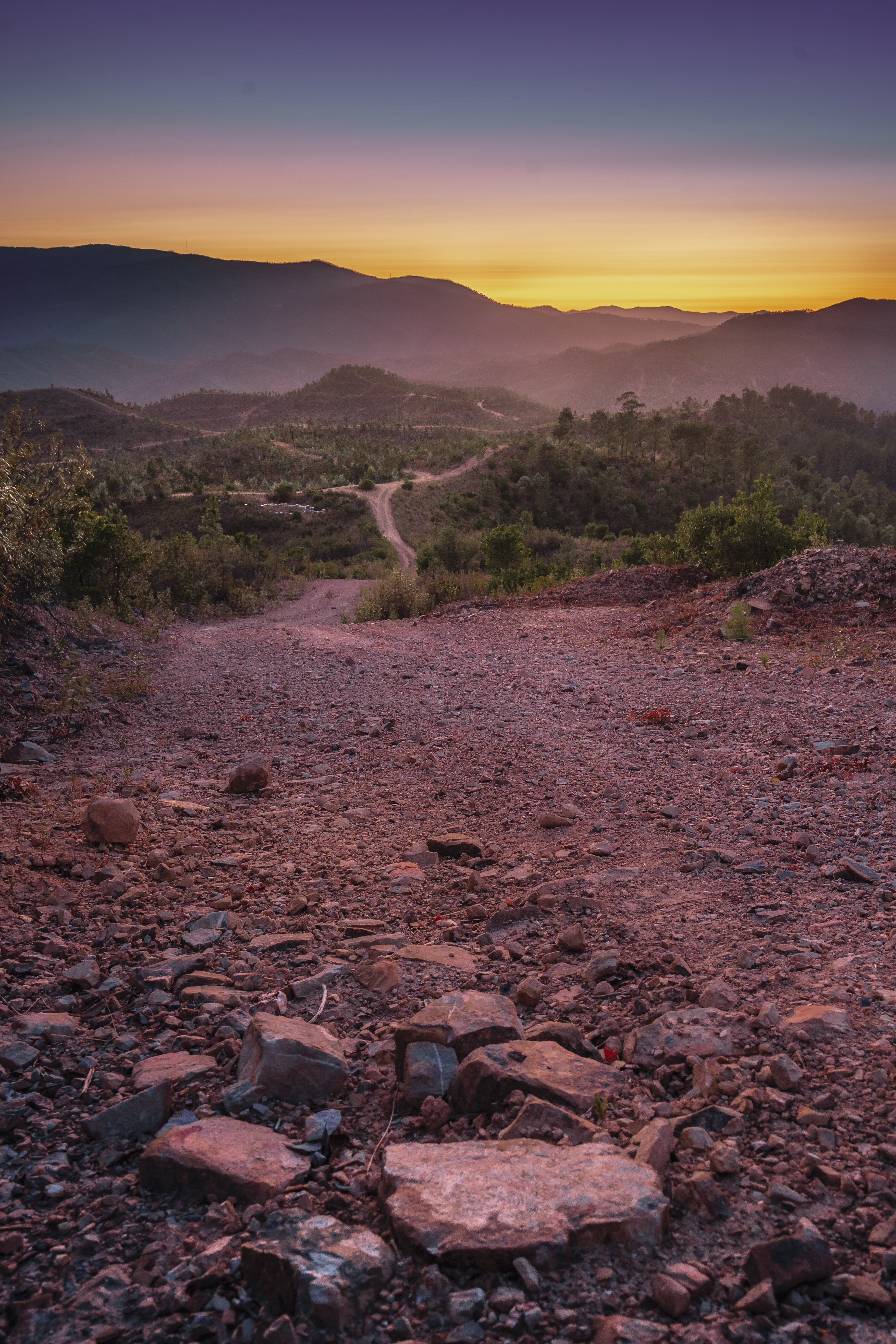

## Trilhos
- Rota das Adelfeiras em Monchique